# EUTELSAT 3B
Eutelsat 3B — телекомунікаційний супутник, який виведений на орбіту 27 травня 2014 року за програмою  «Морський старт».

## Місія
Космічний апарат «Eutelsat 3B» призначений для забезпечення стійкої і гарантованої передачі даних між Південно-Східною Азією і Африкою, а також утворення прямого зв'язку між Європою та Азіатсько-Тихоокеанським регіоном.

## Історія
Космічний апарат «Eutelsat 3B» виготовлений компанією Astrium.
Ракета-носій «Зеніт-3SL» спроєктована і створена Державним підприємством «Конструкторське бюро "Південне" ім. М. К. Янгеля» (Дніпропетровськ). Перша и друга ступінь розроблені ДП «КБ "Південне"» та виготовлені ДП «ВО "Південний машинобудівний завод"».
Виведений на орбіту 27 травня 2014 року ракетою-носієм «Зенит-3SL». Старт українсько-російської ракети-носія «Зеніт-3SL» відбувся о 01:10 мск з платформи «Одіссей» у Тихому океані. Через годину відбулося відокремлення космічного апарата «Eutelsat 3B» від розгінного блоку. 
Супутник «Eutelsat 3B» було передано в управління оператору зв'язку Eutelsat.